# Bomarea anceps
Bomarea anceps är en alströmeriaväxtart som först beskrevs av Hipólito Ruiz López och Pav., och fick sitt nu gällande namn av Herb.. Bomarea anceps ingår i släktet Bomarea och familjen alströmeriaväxter.
Artens utbredningsområde är Peru. Inga underarter finns listade i Catalogue of Life.